# Potentilla wimanniana
Potentilla wimanniana — вид квіткових рослин з родини трояндових (Rosaceae). Ендемік Польщі.